# 아담스 패밀리 3
아담스 패밀리 3(Addams Family Reunion)은 미국에서 제작된 데이브 페인 감독의 1998년 영화이다. 팀 커리 등이 주연으로 출연하였고 마이크 엘리엇 등이 제작에 참여하였다.

## 출연

### 주연
- 팀 커리
- 대릴 한나

### 조연
- 에드 비글리 주니어
- 레이 월스톤
- 케빈 매카시
- 에스텔 해리스
- 알리스 고스틀리
- 카렐 스트류컨
- 니콜 퍼게르
- 다이앤 델라노
- 크리스토퍼 하트
- 린제이 혼
- 힐러리 쉐퍼드
- 헤이디 렌하트
- 로건 로빈스
- 패트릭 토머스

## 제작진
- 원조: 찰스 아담스
- Line PD: 조셉 P. 겐니어
- Line PD: 마이크 업턴
- 공동제작: 에이미 골드버그
- 미술: 안소니 트렘블리